# Andrej Anoefriejenko
Andrej Anoefriejenko (Russisch: Андрей Ануфриенко) (Sverdlovsk, 26 november 1970 – 6 maart 2019) was een (Sovjet-)Russisch langebaanschaatser.

## Loopbaan
Bij de WK junioren in 1989 behaalde hij zijn enige internationale kampioenschapsmedaille, hij werd dat jaar wereldkampioen. Het jaar erop werd hij zevende op dit kampioenschap. Hierna nam hij vijf keer deel aan een EK allround met de zevende plaats in 1996 als hoogste klassering en drie keer aan een WK allround met de zesde plaats in 1995 als hoogste klassering. Hij nam tweemaal deel aan de Olympische Winterspelen, met de vijfde plaats op de 1500 meter in 1994 als hoogste klassering.
Nationaal nam hij twee keer plaats op het erepodium bij de allroundkampioenschappen, zowel in 1991 (Sovjet-Unie) als in 1995 (Rusland) werd hij tweede.
Hij overleed in 2019 op 48-jarige leeftijd.

## Persoonlijke records
500 m – 37,21 (1999)
1000 m – 1.12,61 (1998)
1500 m – 1.50,99 (1998)
5000 m – 6.46,16 (1997)
10.000 m – 14.18,42 (1994)

## Resultaten
| Jaar | Olympische Spelen              | WK Allround | EK Allround | WK Junioren |
| ---- | ------------------------------ | ----------- | ----------- | ----------- |
| 1989 |                                |             |             | Goud        |
| 1990 |                                |             |             | 7e          |
| 1991 |                                |             | 14e         |             |
| 1992 |                                |             | 11e         |             |
| 1993 |                                |             |             |             |
| 1994 | 5e 1500m 11e 5000m 12e 10.000m | 7e          | 9e          |             |
| 1995 |                                | 6e          | 9e          |             |
| 1996 |                                | 12e         | 7e          |             |
| 1997 |                                |             |             |             |
| 1998 | 23e 1000m 10e 1500m            |             |             |             |

### Medaillespiegel
| Kampioenschap | Goud · | Zilver · | Brons · |
| ------------- | ------ | -------- | ------- |
| WK junioren   | 1      | 0        | 0       |